# 다카라즈카 가극단 58기생
다카라즈카 가극단 58기생은 1970년에 다카라즈카 음악학교에 입학, 1972년 졸업, 다카라즈카 가극단에 입단하여, 「카구라」 「더 플라워」로 초무대를 밟은 48명을 가리킨다.

## 개요
이 기수에는 전 하나구미 톱스타 타카시오 토모에, 전 호시구미 톱스타 미네 사오리, 전 츠키구미 톱여역 고죠 아이센, 전 하나・유키구미 니반테 스타 코토부키 히즈루, 전 전과 남역이자 전 하나구미 조장 소노 미하루, 전 전과 여역이자 전 츠키구미 조장 쿠니 나츠키가 입단하였다.

## 일람
| 예명            | 생일      | 출신지                       | 출신 학교                    | 예명의 유래                           | 애칭           | 역할 | 퇴단년도 | 비                                                                           |
| --------------- | --------- | ---------------------------- | ---------------------------- | ------------------------------------- | -------------- | ---- | -------- | ---------------------------------------------------------------------------- |
| 暁留美          | 2월 2일   | 오사카부                     | PL가쿠엔                     |                                       | 리라짱         | 남역 | 1973년   |                                                                              |
| 아카츠키 루미   | 2월 2일   | 오사카부                     | PL가쿠엔                     |                                       | 리라짱         | 남역 | 1973년   |                                                                              |
| 茜真弓          | 11월 1일  | 도쿄도 세타가야구            | 쇼와여자대학부속중학교       | 은사가 명명                           | 마사코         | 여역 | 1981년   |                                                                              |
| 아카네 마유미   | 11월 1일  | 도쿄도 세타가야구            | 쇼와여자대학부속중학교       | 은사가 명명                           | 마사코         | 여역 | 1981년   |                                                                              |
| 新みき          | 3월 23일  | 카가와현 타카마츠시          | 아켄노호시여자고등학         |                                       | 부치           | 남역 | 1972년   |                                                                              |
| 아라타 미키     | 3월 23일  | 카가와현 타카마츠시          | 아켄노호시여자고등학         |                                       | 부치           | 남역 | 1972년   |                                                                              |
| 亜蘭美香        | 9월 2일   | 오사카부 스이타시            | 아시야여자중학교             | 쿠사부에 요시코가 명명                | 밋치, 미카     | 남역 | 1979년   |                                                                              |
| 아란 미카       | 9월 2일   | 오사카부 스이타시            | 아시야여자중학교             | 쿠사부에 요시코가 명명                | 밋치, 미카     | 남역 | 1979년   |                                                                              |
| 海しらほ        | 7월 25일  | 카나가와현 요코하마시        | 쇼난시라유리가쿠엔           | 고 치구사가 명명                      | 준치           | 남역 | 1977년   |                                                                              |
| 우미 시라호     | 7월 25일  | 카나가와현 요코하마시        | 쇼난시라유리가쿠엔           | 고 치구사가 명명                      | 준치           | 남역 | 1977년   |                                                                              |
| 梅里ちえり      | 12월 17일 | 후쿠오카현 후쿠오카시        | 스기나미구립니시노미야중학교 | 토호 사장이 명명                      | 치에리         | 여역 | 1973년   |                                                                              |
| 우메자토 치에리 | 12월 17일 | 후쿠오카현 후쿠오카시        | 스기나미구립니시노미야중학교 | 토호 사장이 명명                      | 치에리         | 여역 | 1973년   |                                                                              |
| 江真千晶        | 3월 6일   | 오사카부 토요나카시          | 아시야가쿠엔                 |                                       | 웃코           | 남역 | 1981년   | 다카라즈카 가극단 안무가・이가 유우코                                        |
| 에마 치아키     | 3월 6일   | 오사카부 토요나카시          | 아시야가쿠엔                 |                                       | 웃코           | 남역 | 1981년   | 다카라즈카 가극단 안무가・이가 유우코                                        |
| 風かおる        | 3월 15일  | 쿠마모토현 카미마시키군      | 고베시립이쿠타중학교         | 언니의 예명                           | 카제, 히로코   | 남역 | 1978년   | 언니 카제 사야카 (48) 후에 여역 전환                                         |
| 카제 카오루     | 3월 15일  | 쿠마모토현 카미마시키군      | 고베시립이쿠타중학교         | 언니의 예명                           | 카제, 히로코   | 남역 | 1978년   | 언니 카제 사야카 (48) 후에 여역 전환                                         |
| 桂美紀          | 4월 22일  | 군마현 마에바시시            | PL가쿠엔                     | 존경하는 선생님이 명명                | 코코           | 여역 | 1980년   |                                                                              |
| 카츠라 미키     | 4월 22일  | 군마현 마에바시시            | PL가쿠엔                     | 존경하는 선생님이 명명                | 코코           | 여역 | 1980년   |                                                                              |
| 邦なつき        | 8월 14일  | 오사카부 오사카시            | 오사카시오기마치고등학교     |                                       | 마리, 푸-짱    | 남역 | 2011년   | 일본무용 하나야기 하지마리 (花柳萩真理) 후에 여역 전환                       |
| 쿠니 나츠키     | 8월 14일  | 오사카부 오사카시            | 오사카시오기마치고등학교     |                                       | 마리, 푸-짱    | 남역 | 2011년   | 일본무용 하나야기 하지마리 (花柳萩真理) 후에 여역 전환                       |
| 久美まり        | 5월 24일  | 도쿄도 스미다구              | 료고쿠중학교                 | 언니의 예명                           | 마릿페, 마리짱 | 여역 | 1983년   | 언니 쿠미 카오루 (54)                                                        |
| 쿠미 마리       | 5월 24일  | 도쿄도 스미다구              | 료고쿠중학교                 | 언니의 예명                           | 마릿페, 마리짱 | 여역 | 1983년   | 언니 쿠미 카오루 (54)                                                        |
| 湖々まりも      | 7월 26일  | 카나가와현 요코하마시 나카구 | 요코하마여자중학교           |                                       | 요시에, 마리모 | 여역 | 1973년   |                                                                              |
| 코코 마리모     | 7월 26일  | 카나가와현 요코하마시 나카구 | 요코하마여자중학교           |                                       | 요시에, 마리모 | 여역 | 1973년   |                                                                              |
| 御所まゆか      | 8월 27일  | 효고현 고베시 스마구         | 무코가와가쿠인               |                                       | 릿코           | 여역 | 1972년   |                                                                              |
| 고쇼 마유카     | 8월 27일  | 효고현 고베시 스마구         | 무코가와가쿠인               |                                       | 릿코           | 여역 | 1972년   |                                                                              |
| 五條愛川        | 7월 26일  | 효고현 고베시                | 아이토쿠가쿠                 | 어머니가 명명                         | 에코           | 남역 | 1982년   | 후에 여역 전환                                                               |
| 고죠 아이센     | 7월 26일  | 효고현 고베시                | 아이토쿠가쿠                 | 어머니가 명명                         | 에코           | 남역 | 1982년   | 후에 여역 전환                                                               |
| 寿ひづる        | 3월 17일  | 미에현 츠시                  | 테즈카야마가쿠인             | 존경하는 선생님이 명명                | 이-짱          | 남역 | 1982년   | 코토부키 히즈루 (寿ひずる)로 개명 배우 아들 2대 반도 미노스케 딸 모리타 나오 |
| 코토부키 히즈루 | 3월 17일  | 미에현 츠시                  | 테즈카야마가쿠인             | 존경하는 선생님이 명명                | 이-짱          | 남역 | 1982년   | 코토부키 히즈루 (寿ひずる)로 개명 배우 아들 2대 반도 미노스케 딸 모리타 나오 |
| 早織光世        | 12월 20일 | 오사카부 오사카시            | 오오타니고등학교             | 존경하는 선생님이 명명                | 미츠요         | 남역 | 1980년   |                                                                              |
| 사오리 미츠요   | 12월 20일 | 오사카부 오사카시            | 오오타니고등학교             | 존경하는 선생님이 명명                | 미츠요         | 남역 | 1980년   |                                                                              |
| 純川暁美        | 4월 3일   | 후쿠오카현                   | PL가쿠엔                     | 존경하는 선생님이 명명                | 준짱           | 여역 | 1979년   |                                                                              |
| 스미카와 아케미 | 4월 3일   | 후쿠오카현                   | PL가쿠엔                     | 존경하는 선생님이 명명                | 준짱           | 여역 | 1979년   |                                                                              |
| 園みはる        | 1월 3일   | 교토부 교토시 사쿄구         | 니시야마고등학교             |                                       | 호시           | 남역 | 2011년   | 호시하라 미사오 (星原美沙緒)로 개명                                          |
| 소노 미하루     | 1월 3일   | 교토부 교토시 사쿄구         | 니시야마고등학교             |                                       | 호시           | 남역 | 2011년   | 호시하라 미사오 (星原美沙緒)로 개명                                          |
| 孝まりお        | 11월 8일  | 효고현 고베시 이쿠타구       | 소노다가쿠엔                 | 자신이 고안                           | 타즈           | 남역 | 1983년   | 엄마 쿄 마치코 (OSK) 숙모 후루사토 아케미 (29)                               |
| 타카 마리오     | 11월 8일  | 효고현 고베시 이쿠타구       | 소노다가쿠엔                 | 자신이 고안                           | 타즈           | 남역 | 1983년   | 엄마 쿄 마치코 (OSK) 숙모 후루사토 아케미 (29)                               |
| 高汐巴          | 12월 2일  | 교토부 교토시 나카교구       | 세이케이가쿠엔               | 아버지가 명명                         | 산페이, 페이   | 남역 | 1987년   | 배우                                                                         |
| 타카시오 토모에 | 12월 2일  | 교토부 교토시 나카교구       | 세이케이가쿠엔               | 아버지가 명명                         | 산페이, 페이   | 남역 | 1987년   | 배우                                                                         |
| 高帆里奈        | 5월 10일  | 사이타마현 카와구치시        | 쥬몬지가쿠엔고등학교         | 좋아하는 글자를 나열함                | 타마짱         | 여역 | 1976년   |                                                                              |
| 타카호 리나     | 5월 10일  | 사이타마현 카와구치시        | 쥬몬지가쿠엔고등학교         | 좋아하는 글자를 나열함                | 타마짱         | 여역 | 1976년   |                                                                              |
| 千城恵          | 7월 11일  | 효고현 히메지시              | 시라사기중학교               | 천대로 번영하는 성                    | 케이짱, 쵸이   | 남역 | 1986년   | 남편 배우・연출가・카토 유키오                                               |
| 치시로 케이     | 7월 11일  | 효고현 히메지시              | 시라사기중학교               | 천대로 번영하는 성                    | 케이짱, 쵸이   | 남역 | 1986년   | 남편 배우・연출가・카토 유키오                                               |
| 千奈ゆみの      | 3월 7일   | 도쿄도 세타가야구            | 쇼와여자대학부속고등학교     |                                       | 에미짱         | 여역 | 1973년   |                                                                              |
| 치나 유미노     | 3월 7일   | 도쿄도 세타가야구            | 쇼와여자대학부속고등학교     |                                       | 에미짱         | 여역 | 1973년   |                                                                              |
| 千尋栄          | 12월 10일 | 도쿄도 카츠시카구            | 고쿠부다이죠시가쿠인         |                                       | 키요짱         | 남역 | 1974년   |                                                                              |
| 치히로 사카에   | 12월 10일 | 도쿄도 카츠시카구            | 고쿠부다이죠시가쿠인         |                                       | 키요짱         | 남역 | 1974년   |                                                                              |
| 千船友歌        | 3월 29일  | 효고현 아시야시              | 고베야마테가쿠엔             | 지인이 명명                           | 이노           | 여역 | 1979년   |                                                                              |
| 치부네 유카     | 3월 29일  | 효고현 아시야시              | 고베야마테가쿠엔             | 지인이 명명                           | 이노           | 여역 | 1979년   |                                                                              |
| 波切洋          | 8월 9일   | 효고현 아마가사키시          | 소노다가쿠엔고등학교         | 대해의 거친 파도를 뛰어넘을 수 있도록 | 헤리           | 남역 | 1980년   |                                                                              |
| 나기리 요우     | 8월 9일   | 효고현 아마가사키시          | 소노다가쿠엔고등학교         | 대해의 거친 파도를 뛰어넘을 수 있도록 | 헤리           | 남역 | 1980년   |                                                                              |
| 成美有紀        | 11월 14일 | 오사카부 오사카시            | 킨란카이고등학교             |                                       |                | 여역 | 1983년   |                                                                              |
| 나루미 유키     | 11월 14일 | 오사카부 오사카시            | 킨란카이고등학교             |                                       |                | 여역 | 1983년   |                                                                              |
| 野々ひかり      | 11월 26일 | 효고현 니시노미야시          | 코료중학교                   | 광야에 빛이 쏘이듯이                  | 논코, 노노짱   | 여역 | 1979년   |                                                                              |
| 노노 히카리     | 11월 26일 | 효고현 니시노미야시          | 코료중학교                   | 광야에 빛이 쏘이듯이                  | 논코, 노노짱   | 여역 | 1979년   |                                                                              |
| 鳩笛真希        | 2월 17일  | 오사카부 이케다시            | 바이카가쿠엔                 |                                       | 캰             | 여역 | 1987년   | 배우                                                                         |
| 하토부에 마키   | 2월 17일  | 오사카부 이케다시            | 바이카가쿠엔                 |                                       | 캰             | 여역 | 1987년   | 배우                                                                         |
| 花園まり        | 2월 28일  | 효고현 고베시 히가시나다구   | 고베야마테죠시가쿠엔 고등부  | 본명                                  | 마코, 마리짱   | 여역 | 1982년   | 하나조노 마리 (花園麻里)로 개명                                              |
| 하나조노 마리   | 2월 28일  | 효고현 고베시 히가시나다구   | 고베야마테죠시가쿠엔 고등부  | 본명                                  | 마코, 마리짱   | 여역 | 1982년   | 하나조노 마리 (花園麻里)로 개명                                              |
| 花美香          | 10월 18일 | 효고현 아마가사키시          | 바이카고등학교               |                                       | 구미           | 남역 | 1973년   |                                                                              |
| 하나미 카오리   | 10월 18일 | 효고현 아마가사키시          | 바이카고등학교               |                                       | 구미           | 남역 | 1973년   |                                                                              |
| 光香王子        | 2월 16일  | 오사카부 오사카시 후쿠시마구 | 소노다가쿠엔                 |                                       | 타미짱         | 남역 | 1977년   |                                                                              |
| 히카리 카오코   | 2월 16일  | 오사카부 오사카시 후쿠시마구 | 소노다가쿠엔                 |                                       | 타미짱         | 남역 | 1977년   |                                                                              |
| 白道れい奈      | 7월 23일  | 미에현 이세시                | 타카다가쿠엔                 | 가명 (家名)                           | 폿케           | 여역 | 1985년   |                                                                              |
| 뱌쿠도 레이나   | 7월 23일  | 미에현 이세시                | 타카다가쿠엔                 | 가명 (家名)                           | 폿케           | 여역 | 1985년   |                                                                              |
| 藤波ゆう        | 2월 11일  | 오사카부 야오시              | 쇼인고등학교                 |                                       | 치이짱         | 남역 | 1979년   |                                                                              |
| 후지나미 유우   | 2월 11일  | 오사카부 야오시              | 쇼인고등학교                 |                                       | 치이짱         | 남역 | 1979년   |                                                                              |
| 牧奈えりか      | 5월 17일  | 효고현 고베시 히가시나다구   | 다카라즈카고등학교           |                                       | 야스코         | 여역 | 1979년   |                                                                              |
| 마키나 에리카   | 5월 17일  | 효고현 고베시 히가시나다구   | 다카라즈카고등학교           |                                       | 야스코         | 여역 | 1979년   |                                                                              |
| 真汐ちなみ      | 9월 30일  | 교토부 교토시                | 다카라즈카제1중학교          |                                       | 옷코           | 남역 | 1988년   |                                                                              |
| 마시오 치나미   | 9월 30일  | 교토부 교토시                | 다카라즈카제1중학교          |                                       | 옷코           | 남역 | 1988년   |                                                                              |
| 真柴真          | 8월 30일  | 후쿠오카현 후쿠오카시        | 교토여자고등학교             |                                       | 마치, 마츠     | 남역 | 1973년   |                                                                              |
| 마시바 신       | 8월 30일  | 후쿠오카현 후쿠오카시        | 교토여자고등학교             |                                       | 마치, 마츠     | 남역 | 1973년   |                                                                              |
| 松風都巳        | 12월 14일 | 시즈오카현 하마마츠시        | 세이엔죠시가쿠엔엔           | 아버지가 명명                         | 욧탄, 료베에   | 남역 | 1980년   |                                                                              |
| 마츠카제 사토미 | 12월 14일 | 시즈오카현 하마마츠시        | 세이엔죠시가쿠엔엔           | 아버지가 명명                         | 욧탄, 료베에   | 남역 | 1980년   |                                                                              |
| 麻里光          | 12월 11일 | 효고현 고베시 나가타구       | 다카라즈카중학교             | 본명                                  | 테마리         | 남역 | 1985년   | 후에 여역 전환                                                               |
| 마리 히카루     | 12월 11일 | 효고현 고베시 나가타구       | 다카라즈카중학교             | 본명                                  | 테마리         | 남역 | 1985년   | 후에 여역 전환                                                               |
| 美門有輝        | 8월 9일   | 야마구치현 쿠다마츠시        | 세이난죠시가쿠인고등학교     | 출신지 모지 (門司)                    | 미에코, 유엔   | 여역 | 1974년   |                                                                              |
| 미카도 유키     | 8월 9일   | 야마구치현 쿠다마츠시        | 세이난죠시가쿠인고등학교     | 출신지 모지 (門司)                    | 미에코, 유엔   | 여역 | 1974년   |                                                                              |
| 路のぼる        | 2월 13일  | 교토부 교토시 사쿄구         | 다카라즈카고등학교           |                                       | 우-짱          | 남역 | 1973년   |                                                                              |
| 미치 노보루     | 2월 13일  | 교토부 교토시 사쿄구         | 다카라즈카고등학교           |                                       | 우-짱          | 남역 | 1973년   |                                                                              |
| 峰さを理        | 7월 15일  | 후쿠이현 츠가루시            | 츠루가고등학교               | 본명                                  | 미네짱, 미네   | 남역 | 1987년   | 배우・가수 일본무용가 니시자키 미네                                          |
| 미네 사오리     | 7월 15일  | 후쿠이현 츠가루시            | 츠루가고등학교               | 본명                                  | 미네짱, 미네   | 남역 | 1987년   | 배우・가수 일본무용가 니시자키 미네                                          |
| 實亜紀          | 11월 10일 | 도쿄도 미나토구              | 토키와가쿠엔                 |                                       | 미-보-         | 여역 | 1972년   |                                                                              |
| 미노리 아키     | 11월 10일 | 도쿄도 미나토구              | 토키와가쿠엔                 |                                       | 미-보-         | 여역 | 1972년   |                                                                              |
| 八代東奈        | 11월 26일 | 오사카부 스이타시            | 나루오고등학교               |                                       | 톤코, 토모코   | 남역 | 1977년   |                                                                              |
| 야시로 하루나   | 11월 26일 | 오사카부 스이타시            | 나루오고등학교               |                                       | 톤코, 토모코   | 남역 | 1977년   |                                                                              |
| 夕鶴まい        | 9월 7일   | 카가와현 타카마츠시          | 짓센죠시가쿠엔               |                                       | 유우코짱       | 여역 | 1978년   |                                                                              |
| 유우즈루 마이   | 9월 7일   | 카가와현 타카마츠시          | 짓센죠시가쿠엔               |                                       | 유우코짱       | 여역 | 1978년   |                                                                              |
| 優美あい        | 3월 7일   | 오사카부 오사카시 키타구     | 무코가와고등학교             |                                       | 칫짱           | 남역 | 1977년   |                                                                              |
| 유우비 아이     | 3월 7일   | 오사카부 오사카시 키타구     | 무코가와고등학교             |                                       | 칫짱           | 남역 | 1977년   |                                                                              |
| 有季れいな      | 8월 29일  | 미국 하와이                  | 호놀룰루 루즈벨트고등학교    |                                       | 마-가렛트      | 남역 | 1978년   |                                                                              |
| 유키 레이나     | 8월 29일  | 미국 하와이                  | 호놀룰루 루즈벨트고등학교    |                                       | 마-가렛트      | 남역 | 1978년   |                                                                              |
| 裕あゆむ        | 4월 18일  | 교토부 마이즈루시            | 카쵸가쿠엔                   |                                       | 미와짱         | 남역 | 1987년   |                                                                              |
| 유타카 아유무   | 4월 18일  | 교토부 마이즈루시            | 카쵸가쿠엔                   |                                       | 미와짱         | 남역 | 1987년   |                                                                              |